# بشير سنغالي
بشير سنغالي (الاسم العلمي: Polypterus senegalus) هي نوع من الأسماك تتبع جنس كثيرة الزعانف من فصيلة كثيرات الزعانف.